# Marey
Ne doit pas être confondu avec les communes Maray et Marray
Pour les articles homonymes, voir Marey (homonymie).
Cet article possède des paronymes, voir marais, marée et Maré.
Marey est une commune française située dans le département des Vosges, en région Grand Est.

## Géographie
| Dombrot-le-Sec |       | Gignéville |
|                | Marey |            |
| Serocourt      |       | Bleurville |

### Localisation
La commune est à 1,2 km de Serocourt, 1,3 de Gignéville, 5,7 de Dombrot-le-Sec et 7,7 de Bleurville.

### Sismicité
La commune est située en zone sismique faible,.

### Hydrographie et les eaux souterraines
Hydrogéologie et climatologie : Système d’information pour la gestion des eaux souterraines du bassin Rhin-Meuse :
Territoire communal : Occupation du sol (Corinne Land Cover); Cours d'eau (BD Carthage),
Géologie : Carte géologique; Coupes géologiques et techniques,
 Hydrogéologie : Masses d'eau souterraine; BD Lisa; Cartes piézométriques.

#### Réseau hydrographique
La commune est située pour partie dans le bassin versant de la Meuse au sein du bassin Rhin-Meuse et pour partie dans le bassin versant de la Saône au sein du bassin Rhône-Méditerranée-Corse. Elle est drainée par la Mause, le ruisseau de Gigneville et le ruisseau Mariongoutte,.
La Mause, d'une longueur totale de 16,7 km, prend sa source dans la commune de Gignéville et se jette dans la Saône à Monthureux-sur-Saône, après avoir traversé cinq communes.

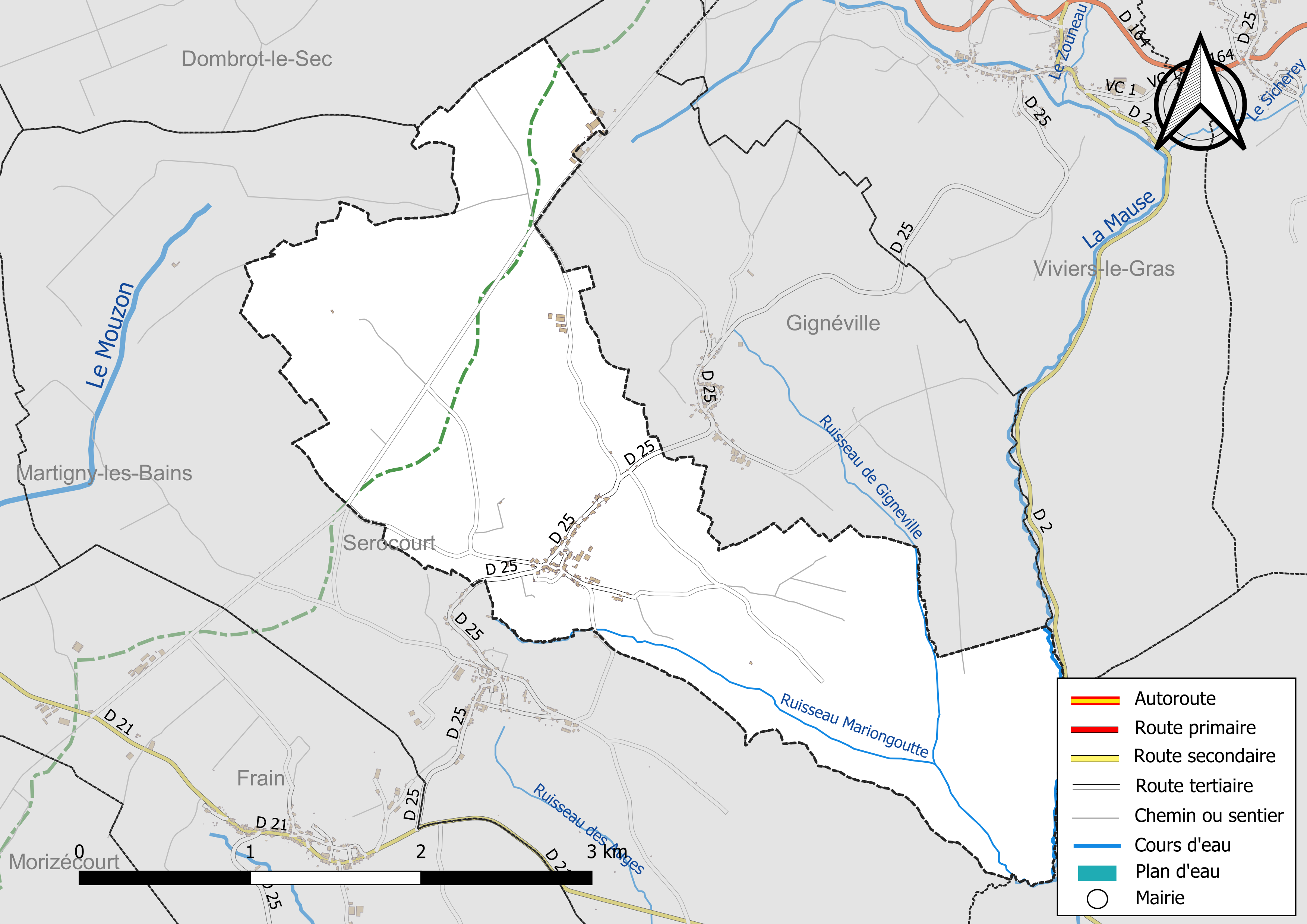
Réseaux hydrographique et routier de Marey.

#### Gestion et qualité des eaux
Le territoire communal est couvert par le schéma d'aménagement et de gestion des eaux (SAGE) « Nappe des Grès du Trias Inférieur ». Ce document de planification, dont le territoire comprend le périmètre de la zone de répartition des eaux de la nappe des Grès du trias inférieur (GTI), d'une superficie de 1 497 km2,  est en cours d'élaboration. L’objectif poursuivi est de stabiliser les niveaux piézométriques de la nappe des GTI et atteindre l'équilibre entre les prélèvements et la capacité de recharge de la nappe. Il doit être cohérent avec les objectifs de qualité définis dans les SDAGE Rhin-Meuse et Rhône-Méditerranée. La structure porteuse de l'élaboration et de la mise en œuvre est le conseil départemental des Vosges.
La qualité des eaux de baignade et des cours d’eau peut être consultée sur un site dédié géré par les agences de l’eau et l’Agence française pour la biodiversité.

### Climat
Pour des articles plus généraux, voir Climat du Grand Est et Climat des Vosges.
En 2010, le climat de la commune est de type climat de montagne, selon une étude du Centre national de la recherche scientifique s'appuyant sur une série de données couvrant la période 1971-2000. En 2020, Météo-France publie une typologie des climats de la France métropolitaine dans laquelle la commune est exposée à un climat océanique altéré et est dans la région climatique  Lorraine, plateau de Langres, Morvan, caractérisée par un hiver rude (1,5 °C), des vents modérés et des brouillards fréquents en automne et hiver. 
Pour la période 1971-2000, la température annuelle moyenne est de 9,6 °C, avec une amplitude thermique annuelle de 17,1 °C. Le cumul annuel moyen de précipitations est de 1 031 mm, avec 13,5 jours de précipitations en janvier et 9,5 jours en juillet. Pour la période 1991-2020, la température moyenne annuelle observée sur la station météorologique de Météo-France la plus proche, « Lignéville », sur la commune de Lignéville à 8 km à vol d'oiseau, est de 10,3 °C et le cumul annuel moyen de précipitations est de 856,3 mm. 
La température maximale relevée sur cette station est de 38,7 °C, atteinte le 25 juillet 2019 ; la température minimale est de −17,5 °C, atteinte le 20 décembre 2009,,. 
Les paramètres climatiques de la commune ont été estimés pour le milieu du siècle (2041-2070) selon différents scénarios d'émission de gaz à effet de serre à partir des nouvelles projections climatiques de référence DRIAS-2020. Ils sont consultables sur un site dédié publié par Météo-France en novembre 2022.

## Urbanisme

### Typologie
Au 1er janvier 2024, Marey est catégorisée commune rurale à habitat dispersé, selon la nouvelle grille communale de densité à sept niveaux définie par l'Insee en 2022.
Elle est située hors unité urbaine. Par ailleurs la commune fait partie de l'aire d'attraction de Vittel - Contrexéville, dont elle est une commune de la couronne,. Cette aire, qui regroupe 72 communes, est catégorisée dans les aires de moins de 50 000 habitants,.

### Occupation des sols
L'occupation des sols de la commune, telle qu'elle ressort de la base de données européenne d’occupation biophysique des sols Corine Land Cover (CLC), est marquée par l'importance des territoires agricoles (71,7 % en 2018), une proportion identique à celle de 1990 (71,7 %). La répartition détaillée en 2018 est la suivante : 
prairies (31,9 %), forêts (28,3 %), terres arables (23,7 %), zones agricoles hétérogènes (16,1 %). L'évolution de l’occupation des sols de la commune et de ses infrastructures peut être observée sur les différentes représentations cartographiques du territoire : la carte de Cassini (XVIIIe siècle), la carte d'état-major (1820-1866) et les cartes ou photos aériennes de l'IGN pour la période actuelle (1950 à aujourd'hui).

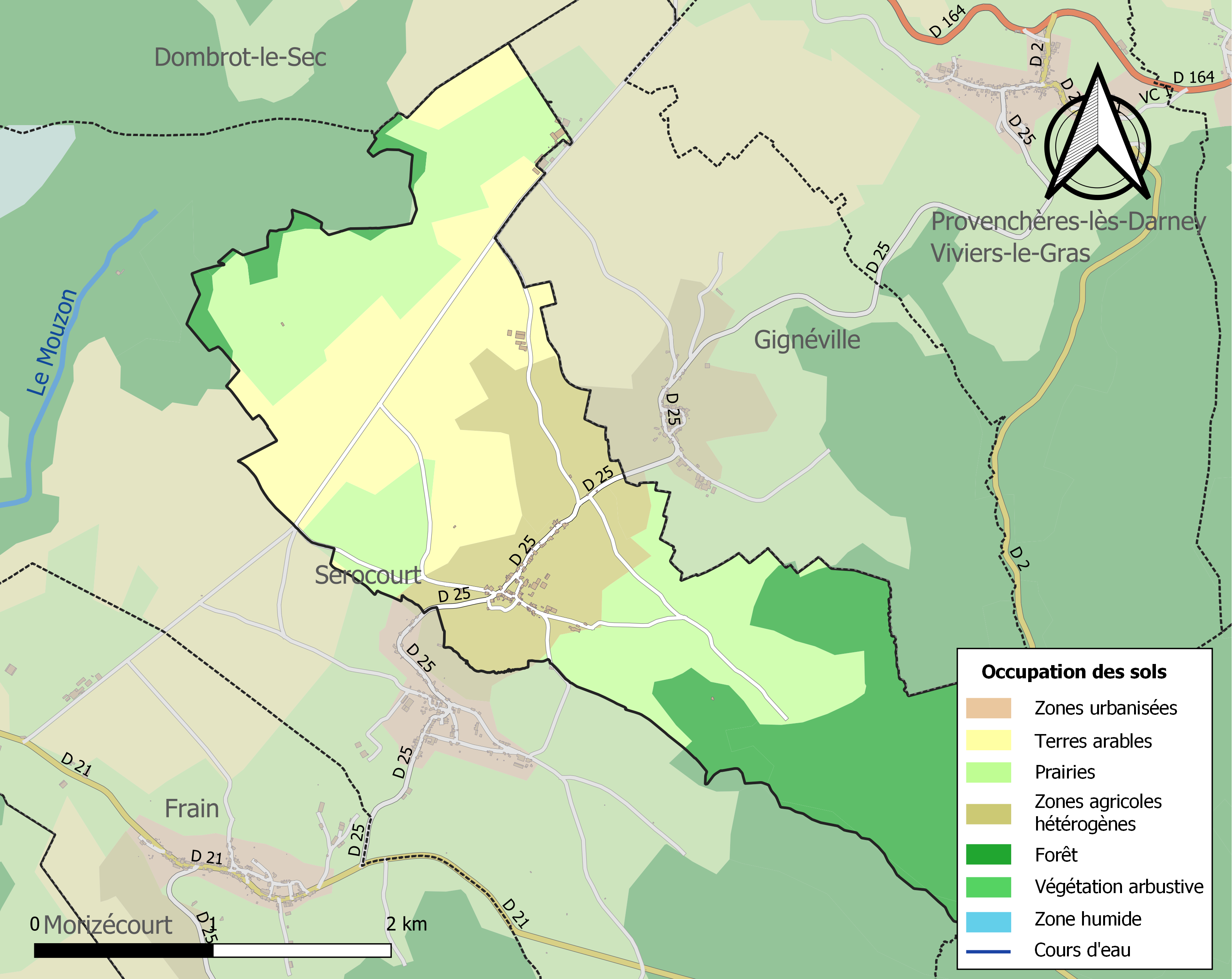
Carte des infrastructures et de l'occupation des sols de la commune en 2018 (CLC).

### Voies de communications et transports

#### Voies routières
- Autoroute A31 : Échangeurs Robécourt, Bulgnéville, Châtenois.

#### Transports en commun

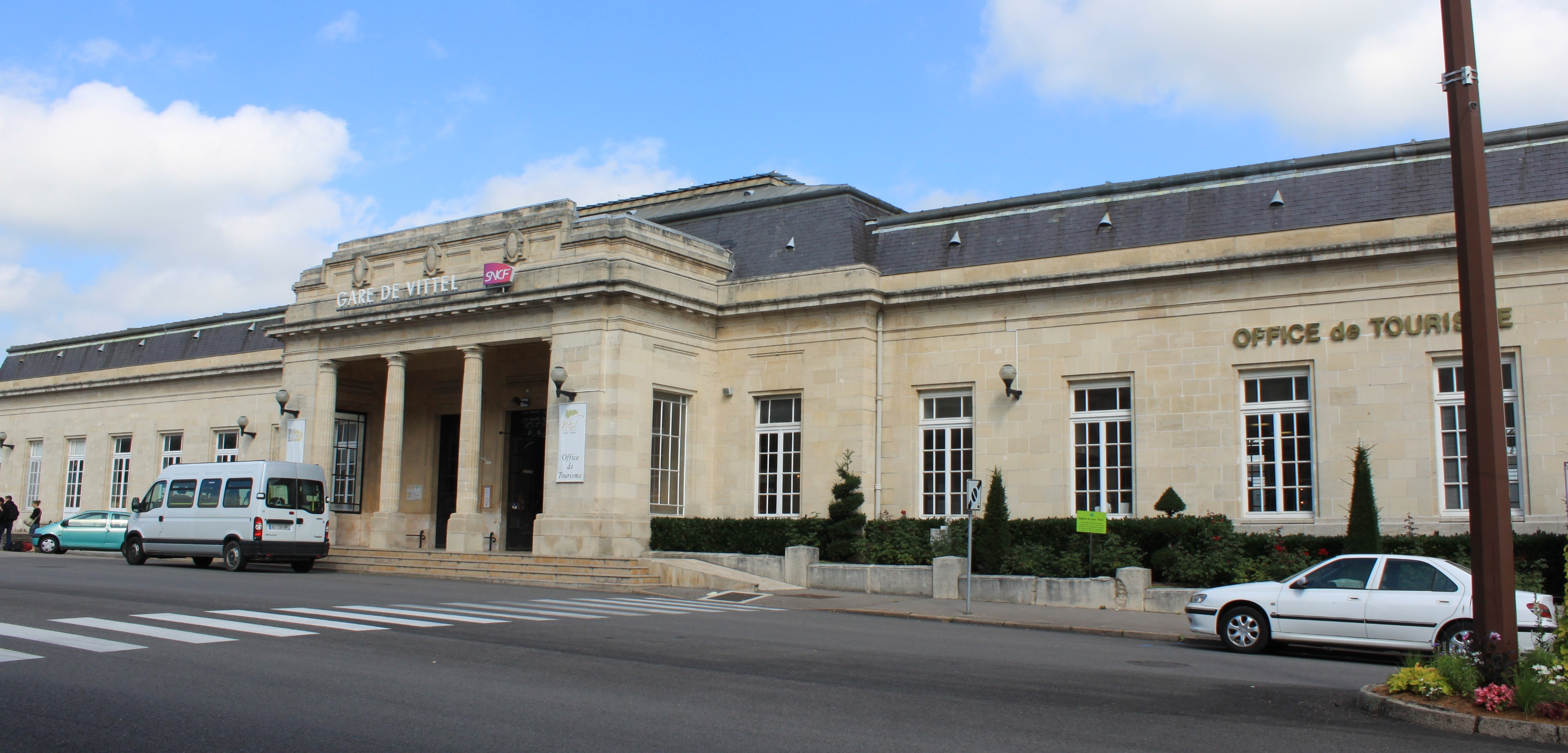
Gare de Vittel.

- Fluo Grand Est.

#### Lignes SNCF
- Gare de Contrexéville
- Gare de Vittel
- Gare de Merrey

## Toponymie
Le nom de la localité est attesté sous les formes Marei (Xe siècle) ; Maireium (1044) ; Mairei, Maireis (1065) ; ? Maret (XIe siècle) ; Portionem Mariaci (1105) ; Apud Mayreium (avant 1124) ; Maïremin pour Maireium (1188) ; Mairé la Ville (1250) ; Mairei la Ville (1256) ; Marei devant Seroucort (1289) ; De Mareyo (1402) ; Marey (1537) ; Mairey (1572) ; Marrey (1656) ; Maray (1711) ; Marê (1714)	.

Marey est un nom qui représente la forme familière de marin, nom de baptême et patronyme issu du nom latin marinus « marin », ce nom a été popularisé par plusieurs saints.
Comme indiqué, Marey existait déjà au Xe siècle et Salin-L'Étape, ancienne cense à Marey, est mentionné en 1294. Par conséquent, le toponyme Marey n'est pas le nom moderne de Salin-L'Étape car les deux villages ont coexisté.

## Histoire
Le droit de ban qui appartenait à Aubert Boullée de Serocourt, au milieu du XIIIe siècle revint à sa descendance jusqu'au XVe siècle.

### Salin-L'Étape
Marey a intégré un autre village qui s'appelait Salinestapes ou Salin-L'Étape. Certains documents historiques situent Salin-l'Étape près de Dombrot-sur-Vair mais il semble qu'il y ait confusion avec Dombrot-le-Sec. À ce sujet, voici ce qu'écrivait Paul Marichal :
La localité disparue avoisinait le point où la voie romaine de Langres à Strasbourg franchissait la limite du Barrois et de la Lorraine. La «cense de Salin-L'Étape» est attribuée par la description de Durival au ban de Marey ; il y a sur le finage de cette commune un bois que les cartes modernes appellent «le Haut de Salin» et un lieu-dit «le fond de Salin». Il y avait à Serocourt, en 1737, un bois dit «Proche Salin». La notice consacrée à l'inventaire sommaire des archives de Meurthe-et-Moselle mentionne une déclaration des limites du passage de Salin-La-Tappe (lieu ruiné près de Dombrot).
Salin-L'Étape est surtout connu comme nom d'une vaste division fiscale de l'ancien duché de lorraine ; il s'agit du Haut-conduit de Salin-L'Étape. En 1704, cette division comprenait le comté de Vaudémont ; les communes  de Fauconcourt, Moyemont, Destord, Fremifontaine, Romont, La Broque, Celle-sur-Plaine, Saulxures et Senones ; les prévôtés de Saint-Dié, Neufchâteau, Mirecourt, Épinal, Dompaire, Darney, Châtel-sur-Moselle, Bruyères et Arches.
Un haut-conduit était, dans le droit de l'ancien Duché de Lorraine, un péage dû par les transports sur les chemins importants.  Le duc Léopold définit clairement leur pourtour et leur application en 1704 puis en 1721. À ces dates, le duché est divisé en 5 hauts-conduits, contre 6 auparavant. Les réformes fiscales du XVIIIe siècle transforment cet ancien impôt routier en une sorte de droit de douane entre la Lorraine et ses anciens voisins comme le duché de Bar et les Trois-Évêchés (traité de Paris du 6 septembre 1703, page 390).

## Politique et administration
| Période                                  | Période                       | Identité           | Étiquette | Qualité |
| ---------------------------------------- | ----------------------------- | ------------------ | --------- | ------- |
| Les données manquantes sont à compléter. |                               |                    |           |         |
| avant 1995                               |                               | Pierre Kaarsberg   |           |         |
|                                          | mars 2008                     | Jean-Louis Galland | DVD       |         |
| mars 2008                                | En cours (au 18 février 2015) | Yves Gatto         |           |         |

### Budget et fiscalité 2022

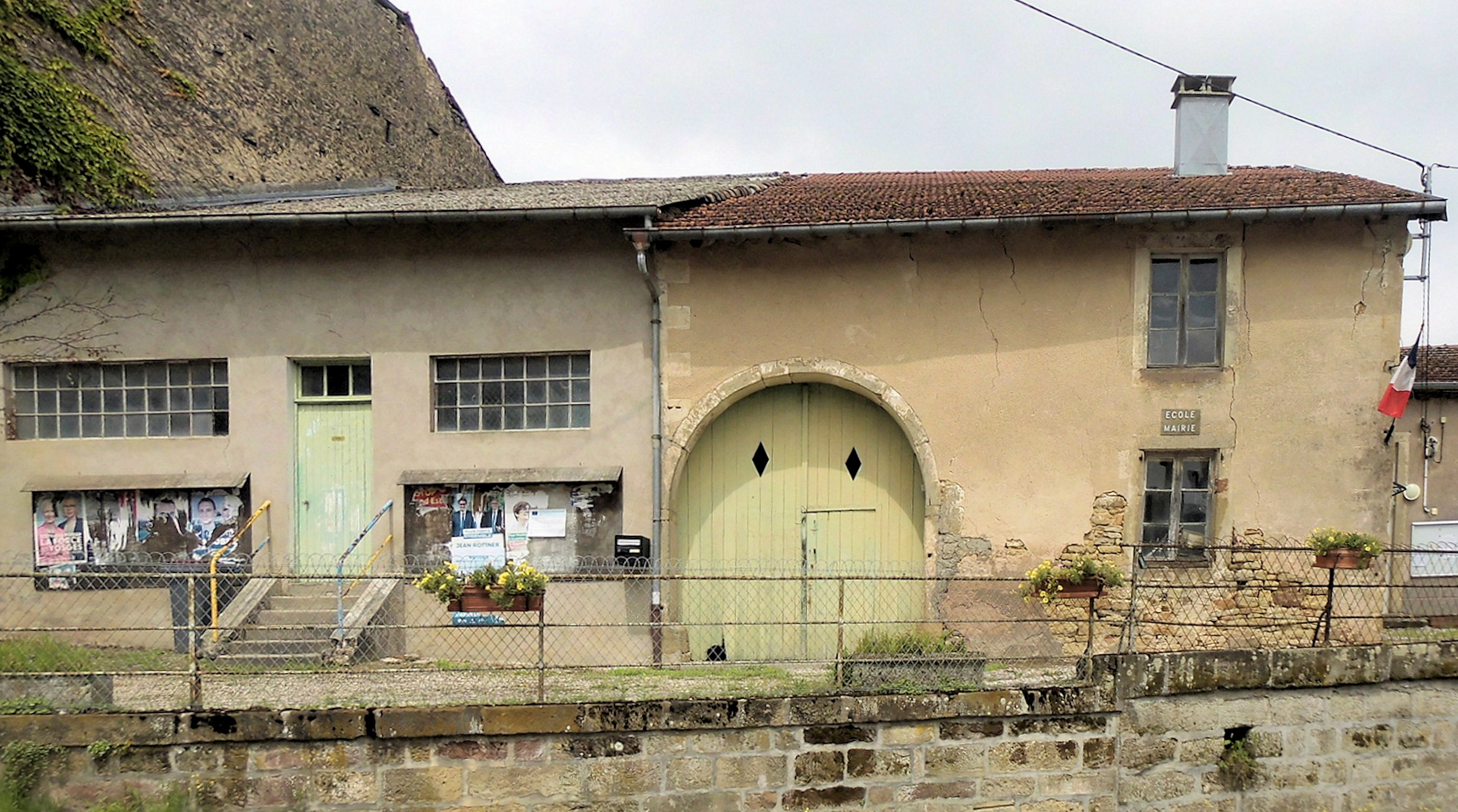
La mairie-école.

En 2022, le budget de la commune était constitué ainsi :
- total des produits de fonctionnement : 159 000 €, soit 2 487 € par habitant ;
- total des charges de fonctionnement : 51 000 €, soit 803 € par habitant ;
- total des ressources d'investissement : 18 000 €, soit 284 € par habitant ;
- total des emplois d'investissement : 7 000 €, soit 104 € par habitant ;
- endettement : 0 €, soit 7 € par habitant.

Avec les taux de fiscalité suivants :
- taxe d'habitation : 16,08 % ;
- taxe foncière sur les propriétés bâties : 34,18 % ;
- taxe foncière sur les propriétés non bâties : 12,38 % ;
- taxe additionnelle à la taxe foncière sur les propriétés non bâties : 0,00 % ;
- cotisation foncière des entreprises : 0,00 %.

Chiffres clés Revenus et pauvreté des ménages en 2021 : médiane en 2021 du revenu disponible, par unité de consommation.

## Population et société

### Démographie

#### Évolution démographique
L'évolution du nombre d'habitants est connue à travers les recensements de la population effectués dans la commune depuis 1793. Pour les communes de moins de 10 000 habitants, une enquête de recensement portant sur toute la population est réalisée tous les cinq ans, les populations de référence des années intermédiaires étant quant à elles estimées par interpolation ou extrapolation. Pour la commune, le premier recensement exhaustif entrant dans le cadre du nouveau dispositif a été réalisé en 2006.

En 2022, la commune comptait 71 habitants, en évolution de +1,43 % par rapport à 2016 (Vosges : −2,96 %, France hors Mayotte : +2,11 %).
| 1793 | 1800 | 1806 | 1821 | 1831 | 1836 | 1841 | 1846 | 1856 |
| ---- | ---- | ---- | ---- | ---- | ---- | ---- | ---- | ---- |
| 300  | 313  | 346  | 347  | 364  | 377  | 377  | 351  | 321  |

| 1861 | 1866 | 1876 | 1881 | 1886 | 1891 | 1896 | 1901 | 1906 |
| ---- | ---- | ---- | ---- | ---- | ---- | ---- | ---- | ---- |
| 316  | 288  | 272  | 232  | 243  | 213  | 190  | 176  | 182  |

| 1911 | 1921 | 1926 | 1931 | 1936 | 1946 | 1954 | 1962 | 1968 |
| ---- | ---- | ---- | ---- | ---- | ---- | ---- | ---- | ---- |
| 167  | 136  | 152  | 134  | 121  | 116  | 118  | 123  | 116  |

| 1975 | 1982 | 1990 | 1999 | 2006 | 2011 | 2016 | 2021 | 2022 |
| ---- | ---- | ---- | ---- | ---- | ---- | ---- | ---- | ---- |
| 119  | 109  | 101  | 78   | 60   | 70   | 70   | 68   | 71   |

### Enseignement
Établissements d'enseignements :
- Écoles maternelles et primaires à Viviers-le-Gras, Dombrot-le-Sec, Martigny-les-Bains, Contrexéville, Monthureux-sur-Saône.
- Collèges à Martigny-les-Bains, Contrexéville, Monthureux-sur-Saône, Lamarche, Vittel.
- Lycées à Contrexéville, Mandres-sur-Vair.

### Santé
Professionnels et établissements de santé :
- Médecins à Martigny-les-Bains, Monthureux-sur-Saône, Contrexéville, Lamarche, Darney.
- Pharmacies à Martigny-les-Bains, Monthureux-sur-Saône, Contrexéville, Lamarche, Darney, Vittel.
- Hôpitaux à Lamarche, Vittel, Ville-sur-Illon.

### Cultes
- Culte catholique, église Nativité ND, Paroisse Bienheureux-Jean-Baptiste-Menestrel[36], Diocèse de Saint-Dié.

### Animations
- Nombreuses animations sur plusieurs communes organisées par "Les Mediomatrici"[37] en collaboration avec des villages regroupés au sein de l'association "Le Juminel" de Serocourt[38].

## Économie

### Entreprises et commerces

#### Agriculture
- Culture et élevage associés.
- Élevage de vaches laitières.
- Élevage de chevaux et d'autres équidés.
- Élevage d'ovins et de caprins.
- Exploitation forestière.

#### Tourisme
- Hébergements et restauration à Contrexéville, Monthureux-sur-Saône, Vittel, Dombasle-devant-Darney.

#### Commerces
- Commerces et services de proximité.

## Culture locale et patrimoine

### Lieux et monuments

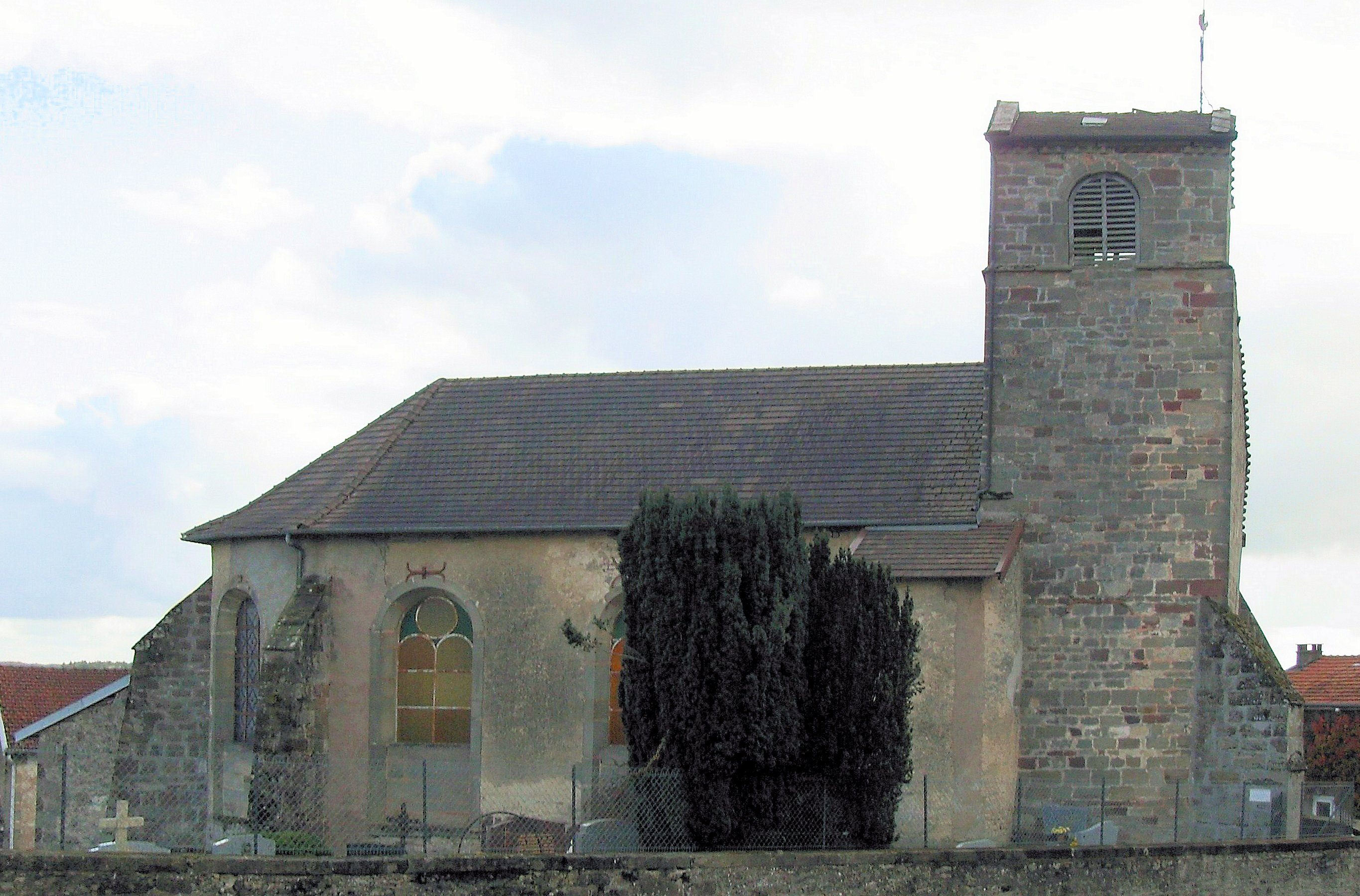
Église de la Nativité-de-Notre-Dame (de côté).
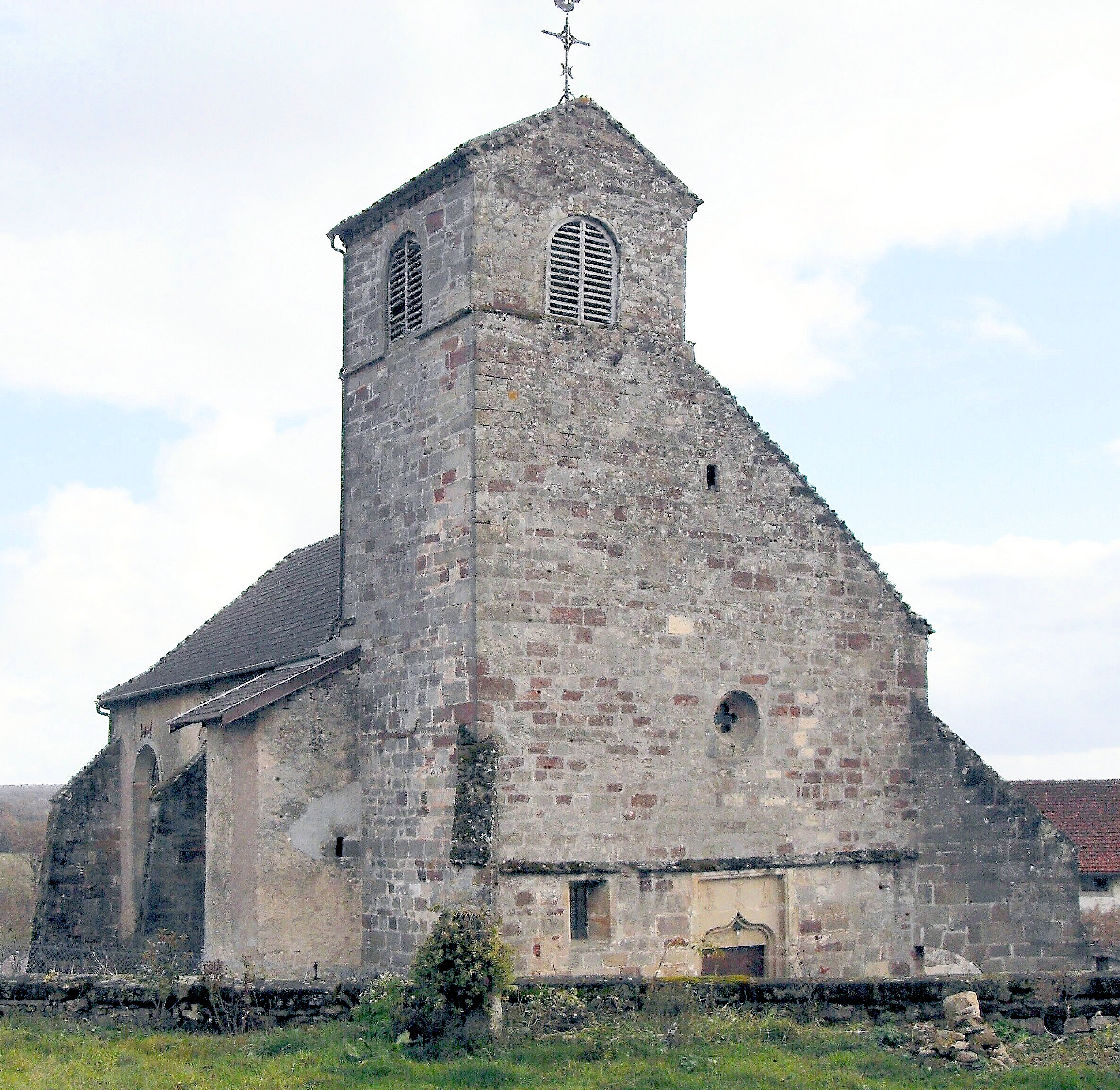
Église de la Nativité-de-Notre-Dame (de face).
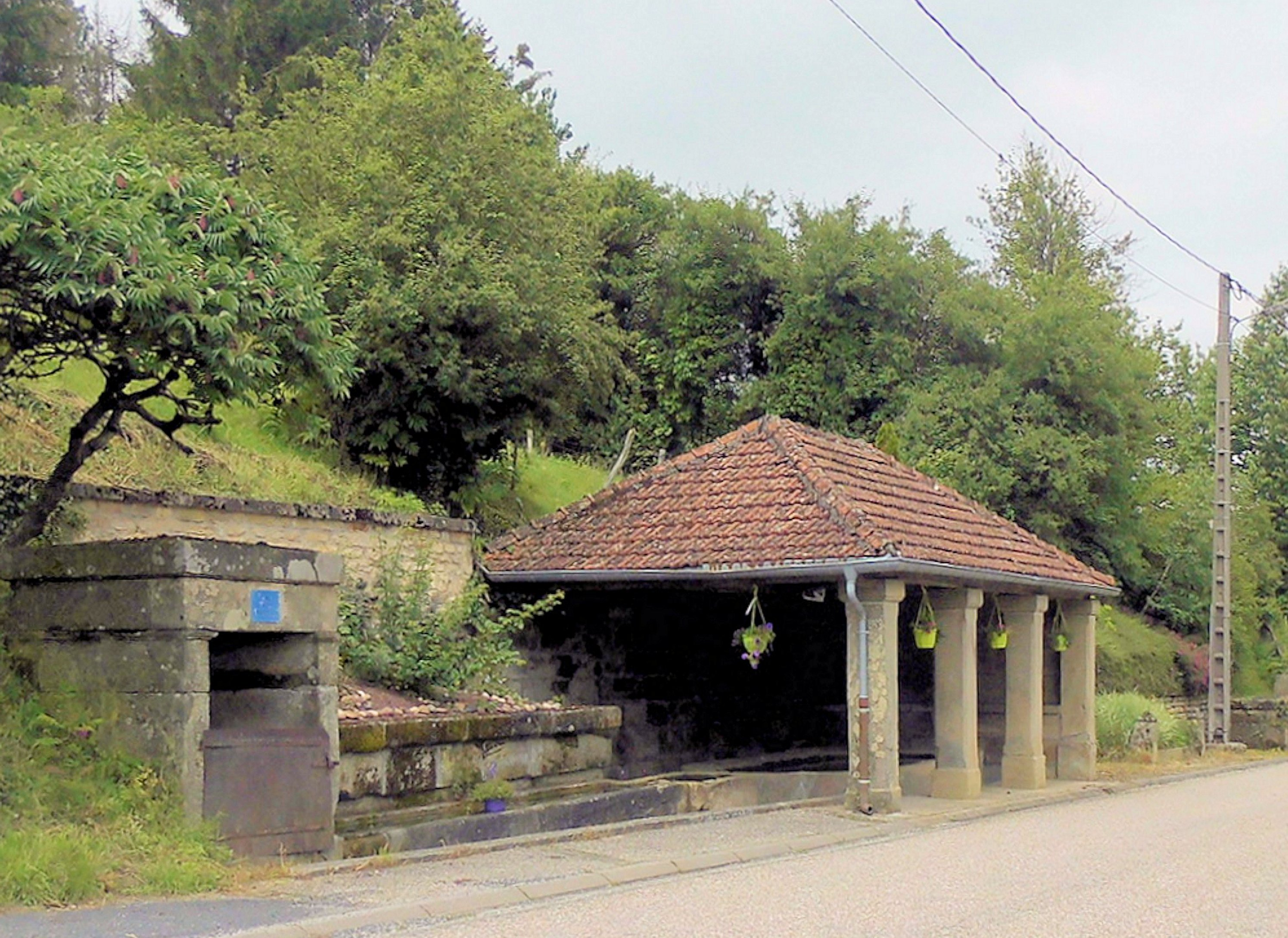
Lavoir sur la rue de la Joie.

- Église de la Nativité-de-Notre-Dame[39].
- Église de l'abbaye de Saint-Mihiel[40].
- Monument aux morts[41].
- une enquête thématique régionale (architecture rurale de Lorraine : Vôge méridionale) a été réalisée par le service régional de l'inventaire[42],[43].
- Lavoirs.
- Roche et grotte de Saint-Laurent.
- La Roche Pissote[44]. Devant la Roche Pissotte est hissé un haut dolmen néolithique de 4 mètres de haut (Bulletin de la société d'Anthropologie).
- Ancienne voie romaine au lieu-dit "Haut-de-Salin"[45],[46],[47].

### Personnalités liées à la commune
- Joseph Paul Collardé[48].
- Abbé Jean Carmignac, auteur de plusieurs études d'exégèse biblique.

## Pour approfondir